# Kewucat Jawne
Kewucat Jawne (hebr. קבוצת יבנה) – kibuc położony w Samorządzie Regionu Chewel Jawne, w Dystrykcie Centralnym, w Izraelu.
Kibuc, założony w 1941 roku, leży w pobliżu miasta Jawne. Jego gospodarka kibucu opiera się na rolnictwie i sadownictwie. Przy kibucu przebiega droga ekspresowa nr 41 (Aszdod-Gedera).